# نينا غوردون
نينا غوردون (بالإنجليزية: Nina Gordon)‏ هي عازفة قيثارة ومغنية مؤلفة وملحنة ومغنية أمريكية، ولدت في 14 نوفمبر 1967 في شيكاغو في الولايات المتحدة.

## وصلات خارجية
- نينا غوردون على موقع IMDb (الإنجليزية)
- نينا غوردون على موقع ميوزك برينز (الإنجليزية)
- نينا غوردون على موقع أول ميوزيك (الإنجليزية)
- نينا غوردون على موقع ديسكوغز (الإنجليزية)
- نينا غوردون على موقع قاعدة بيانات الفيلم (الإنجليزية)